# Muștar negru
Muștarul negru  (Brassica nigra - L.) (sanscrită : राजक्षवक , rajakshavak ; Marathi :काळी मोहरी , Kali Mohari) este o plantă anuală de cultură, bogat ramificată, cu înălțimea de 1 - 1,5 m.

## Descriere
Planta are tulpina cilindrică, foarte păroasă la partea inferioară. Frunzele inferioare sunt penat-lobate. Florile sunt galbene, în raceme bogate, fără rostru.

## Acțiune farmacologică
Se folosesc semințele măcinate sub formă de făină (Farina Sinapis nigrae).